# Цваліни (Вармінсько-Мазурське воєводство)
Цваліни (пол. Cwaliny, нім. Schwallen) — село в Польщі, у гміні Біла Піська Піського повіту Вармінсько-Мазурського воєводства.
Населення — 90 осіб (2011).

## Демографія
Демографічна структура станом на 31 березня 2011 року:
|          | Загалом | Допрацездатний вік | Працездатний вік | Постпрацездатний вік |
| -------- | ------- | ------------------ | ---------------- | -------------------- |
| Чоловіки | 43      | 15                 | 25               | 3                    |
| Жінки    | 47      | 15                 | 23               | 9                    |
| Разом    | 90      | 30                 | 48               | 12                   |